# Seneca Black
Seneca Black (* 15. April 1978 in Florida) ist ein amerikanischer Jazztrompeter.

## Leben und Wirken
Black begann neunjährig mit dem Trompetenspiel. Nachdem er mit 14 Jahren von Wynton Marsalis an die Musik von Duke Ellington herangeführt worden war, interessierte er sich für Jazz. Er studierte Trompete an der New World School of the Arts in Miami, um dann nach New York zu wechseln, um bei Lew Soloff an der Manhattan School of Music seine Studien fortzusetzen. 
Black gehört seit 1997 zum Lincoln Centre Jazz Orchestra, wo er bis 2003 in der Position des Leadtrompeters beschäftigt war. Weiter ist er Mitglied von Arturo O’Farrills Afro-Cuban Jazz Orchestra und dem Liberation Music Orchestra. Auch spielte er in der Mingus Big Band, dem New York State of the Art Jazz Orchestra und dem Manhattan Jazz Orchestra. Weiterhin ist er auf Aufnahmen mit dem Awakening Orchestra und mit Darcy James Argue (Dynamic Maximum Tension, 2023), mit Michael Dease, mit Steve Lippia, Remy Le Boeuf (Architecture of Storms, 2021) sowie mit Idan Santhaus zu hören. Im Bereich des Jazz war er zwischen 1998 und 2018 an 40 Aufnahmesessions beteiligt.